# 北朝鮮人権問題
北朝鮮人権問題（きたちょうせんじんけんもんだい）とは、北朝鮮当局による拷問、公開処刑、外国人拉致、意思表示の権利剥奪、強制収容所、300万人以上と言われる国民の餓死、脱北を初めとする各種の圧政・人権侵害に関する問題。北朝鮮には多くの政治犯収容所（強制収容所）が存在し、自国民をしばしば裁判抜きに殺害し圧政を引いているほか、他国への主権侵害行為として工作員による外国人拉致も行っている（詳細後述）。

## 概要
北朝鮮では金一族による一党独裁政治が続いており、極貧に苦しむ無数の飢餓者が出るなど人権侵害が多発している。強制収容所入所者も多く、拷問や虐待が日常茶飯事に行われ死者も出ている。強制収容所内学校に通う罪人の子供は教育をろくに受けられず食事もほとんど与えられずに労働を強要される。警察の取り調べでは拷問や暴行は日常茶飯事である。権力者や特権階級だけが金品を独占して贅沢な暮らしをし、多くの国民は極度の貧困に苦しんでいる。都市部と地方の格差もひどく、地方は道路も塗装されていなく、あまりのひどさに脱北者が後を絶たない。
言論の自由・報道の自由・政府批判・自由選挙・信教の自由・その他の基本的人権は政府幹部など一部の特権階級を除き一般国民には事実上認められていない。強制収容所に15-20万人が拘束されるなど深刻な事態が存在する。
北朝鮮では無暖房で冬の極寒を過ごす人が多く、大半の北朝鮮国民が使用する練炭を購入する。金銭のない人は着火炭を使うが、更に貧しい人は着火炭も手に入らなく、薪や枯れ草を燃料にして使うが、北朝鮮では山での薪伐採は禁止されており、監視員に賄賂を支払わらなければならなく、支払う余地のない人は無暖房で冬の極寒に耐えなければならない。北朝鮮では「自己批判」（会合）が全地域にて毎週行われ、人々が自分の欠点を述べて他人を批判する。中年女性が取り仕切って当局に報告し政治罪と見なされた場合は収容所送致となり、起訴されても裁判が行われず行われても被告不在で有罪確定となる。北朝鮮と韓国は分断により離散家族が生まれ、北朝鮮は離散家族再会事業後に韓国側家族と面談した自国側離散家族を解放させず、平壌に合宿させて思想教育させ、韓国側家族から受け取った金銭や贈り物を申告して朝鮮労働党に渡すことが義務付けられている。

## 市民の自由
北朝鮮の創設者である金日成（金成柱）は、体制に反対する人々の公民権の概念を拒否した。北朝鮮には、正式な公民権に関係なく、政治的およびその他の可能性のある違反について朝鮮人を監視する情報提供者の広範なシステムが張りめぐらされている。
国際連合人権高等弁務官事務所 (OHCHR)は、北朝鮮で定期的に発生している広範な人権侵害を公式に認めている。2005年11月の国連人権決議では、北朝鮮における特定種類の人権侵害について、以下のように言及している。

## 刑事司法

### 公開処刑
北朝鮮は、2000年頃から公開処刑を国際的な批判を受け控えていたが、2007年10月に再開した。 公開処刑された有名な者には、麻薬密売と横領の罪で有罪判決を受けた公務員が含まれる。 殺人、強盗、強姦、薬物取引、密輸、海賊行為、破壊行為などの罪で有罪判決を受けた一般人も、主に銃撃隊によって処刑されたと報告されている。 北朝鮮政府は国内の犯罪統計を公表していない
2007年10月、韓国の援助団体「グッドフレンズ」の報告によると、工場の地下室に設置された13台の電話機から国際電話をかけられた平安南道の工場長が、15万人の観衆の前で銃撃隊によって公開処刑された 。また、観客が去った後に急きょ6人が処刑されたと報告した。 別の例では、国境を越えて中国へ渡った脱北者15人が公開処刑された
2014年11月18日、国連総会第3委員会は、公開処刑も含めた、北朝鮮政府による多くの人権侵害の報告に「非常に深刻な懸念」を表明し、50カ国以上が共同提案した決議案を採択した。 北朝鮮は、この決議案が不正確で偏向していると非難したが、それでも192加盟国による国連総会における最終投票に付せられた。
2011年には韓国から国境を越えて飛んできた宣伝チラシを取り扱った罪状により、500人の観衆の前で2人が処刑された。これは金正恩が後継者としての地位を確立するためのイデオロギー的支配強化キャンペーンの一環として行われたとされる。
2018年〜2020年の間は、公開死刑執行を減らす代わりに、非公開で死刑執行が増えていたことが指摘されている。
2019年6月、ソウルに拠点を置く人権団体「暫定司法ワーキンググループ」は、公開処刑が行われた北朝鮮の拠点のうち少なくとも323地点を特定したと主張した。グループは、処刑における最も一般的な容疑は「銅と家畜を盗む」活動であり、中国に違法に渡るからであると説明した。
北朝鮮では、2020年12月に成立した「反動的思想・文化排撃法」により、韓流の流布に対して死刑に出来るため、公開による執行が再び増加している。

## 国際拉致
朝鮮戦争後の数十年間に、北朝鮮は韓国人と日本人を中心に多くの外国人を拉致したという報告がある。9人のヨーロッパ市民と数人のアメリカ合衆国市民も北朝鮮に拉致されたという多くの証言がある 。何年もの間、これらは体制側の多くの論者によって「陰謀論」「でっち上げ」として片付けられてきた。
しかし、2002年9月、金正日総書記は、1977年から1983年までの6年間に日本国民を拉致した北朝鮮の「特別機関」の関与を認め、日本の小泉純一郎首相に主権侵害があったことを部分的に認めた。金総書記は、日本政府が北朝鮮が拉致したとする17人のうち13人の日本人を拉致したことを公式に認めた。そして、彼は責任者が処罰されたとして拉致問題は解決したことを主張した。
生き残った5人の拉致被害者は日本への訪問を許され、彼らは北朝鮮に戻らないことを決意した。さらに8人の日本人拉致被害者については、北朝鮮当局は事故や病気による死亡を主張した。日本側は、死亡したとされる後の目撃証言があることからこれを否定し、特に北朝鮮が横田めぐみの遺骨だとして差し出した遺骨については調査の結果、彼女のものではないとしている。
金正日が小泉首相に対し犯行を認めたにもかかわらず、北朝鮮政府は他の外国人の誘拐を否定し続け、拉致の疑いのある事件を調査するための協力を拒否している。2017年、元日本人拉致被害者の蓮池薫は、「日本の首相は再び北朝鮮を訪問する必要がある」と公言し、安倍晋三首相に対し、2002年の日朝平壌宣言を利用して北朝鮮と日本の間で続く拉致問題について話し合うよう促した。
2007年6月28日に都希侖（被拉脱北者人権連帯事務総長）は脱北者による証言を発表した。脱北者によると、数名の日本人拉致被害者が北朝鮮の管理所に収容されており、2003年7月に両江道北部地域の管理所を巡視した時に、日本人拉致被害者がいると聞いたという。その日本人は約60歳であり、集団作業していた人々とは異なり、1人で腰を屈めたままボイラーに石炭を焚べる作業をしており、警備兵が近くで監視していたという。また収容所の責任者から日本人拉致被害者が3・4人いるという話を聞いたという。
韓国政府当局者は、486人の韓国人（主として漁師）が朝鮮戦争の終結以来拉致されたと考えられていると主張している。支援者たちや家族は、政府が彼らが自由を得るためにほとんど何もしていないと非難している。韓国は、北朝鮮での拘束を受ける韓国人拉致被害者480人を公式に認めた。その後も、2000年1月16日、中国にいる北朝鮮工作員は韓国人牧師金東植を拉致し、2004年8月8日には脱北した朝鮮人女性ジン・ギョンスクを再び北朝鮮に連行し、拷問を加えた上で彼女を殺害した。
2013年11月、朝鮮戦争中に北朝鮮に拉致された韓国人の家族で構成される市民団体「韓国戦争拉致被害者家族協会」（KWAFA）は、北朝鮮の指導者金正恩を国際刑事裁判所（ICC）に出頭させると述べた 。

## 国連による北朝鮮の人権状況決議
2005年12月16日には、国連総会本会議において「北朝鮮の人権状況」決議が採択された。欧州連合（EU）提案の決議案は、スイス・ジュネーヴの国連人権委員会（53か国）で2003年から3年連続で採択。しかし事態が改善されていないとして、2005年にEUは国連総会に提出。決議案はEUが策定、日本や米国などが共同提案国となった。人権問題を扱う総会第3委員会で11月に採択され、本会議に送られ賛成88、反対21、棄権60で採択された。
2006年12月20日には、国連総会本会議において「北朝鮮の人権状況」決議が賛成99、反対21、棄権56で再び採択。北朝鮮政権による組織的な人権侵害が広く行われ、拷問、公開処刑、堕胎強要、外国人拉致、意思表示の権利剥奪などを非難し非常に深刻な懸念を表明する内容。外国人拉致を未解決の問題とし「他の主権国家の国民の人権侵害」との表現も加え非難を強めた。北朝鮮内での女性の人身売買なども合わせ、「組織的で広範かつ重大な人権侵害」への懸念を表明し、国連事務総長に包括的報告を行うよう求めている。決議に法的拘束力はないが、北朝鮮の人権状況改善や拉致問題解決を求める国際社会の意思を改めて示した。決議は日本とEUが主導して提出し、韓国は昨年の棄権から今回、賛成に転じた。中国とロシアは反対票を投じた。北朝鮮は国連の特別報告者による入国調査を認めず国連のすべての非難決議を拒否するとの態度を取っている。
ただし、北朝鮮の核問題と比べると、北朝鮮の人権問題は、日本を除いて、世界中の国からほとんど無視に近い状態にあるとヒューマン・ライツ・ウォッチは報告している。
2021年11月17日、国連総会第3委員会（人権）は北朝鮮による人権侵害を非難する欧州連合（EU）提出の決議案をコンセンサス方式（議場の総意）により無投票で採択した。同種の決議採択は17年連続。年内に開かれる総会本会議で採択され、正式な総会決議となる。日本は決議案への賛同を示す共同提案国に加わった。中国やロシアは、特定の国の人権問題を取り上げることに反対し、決議案を支持する「総意」には加わらないと表明した。北朝鮮の金星国連大使は演説で「人権侵害は存在しない」「決議案は米欧の敵視政策の表れだ」と反発を示した。

## 米国人権報告書
2007年3月6日に米国務省が発表した、世界各国の人権に関する状況をまとめた年次報告書（人権報告書）でも、日本人拉致問題に言及した他、北朝鮮について「世界で最も孤立し、抑圧的な体制だ」と非難。北朝鮮国内にある強制収容所に推定15万～20万人が拘束されているとして金正日の独裁体制を批判。北朝鮮の人権状況は「依然悪く、おびただしい数の深刻な人権侵害が続いている」と指摘。「裁判によらない死刑の執行、拉致、政治犯を含む恣意（しい）的な拘束」が続いているとし「市民に自らの政府を転換する権利はない」とした。政治犯を取り巻く状況は過酷で生命に脅威を与えるものだとし、拷問も日常的に行われていると指摘。
北朝鮮を脱出して中国に入国する北朝鮮住民の数は2005年に減少して以来横ばいだが、現在でも数万人が中国国内に滞在し、貧困のため北朝鮮の住民が娘を中国に売り渡し囚人や売春婦のような生活を強いられていると報告している。このほか北朝鮮はポーランド、モンゴル、ロシア、リビア、サウジアラビアなどに労働者を派遣。チェコでは約400人の北朝鮮出身の女性が衣料や皮革産業で働いている。労働者の給料の大半は北朝鮮当局に支払われており、労働者は北朝鮮の監視を受け生活圏外への移動の自由もないと非難している。また、中華人民共和国政府は中朝国境地帯で、北朝鮮を脱出した住民を強制送還していることも「深刻な問題」とし、中国は脱北者を適切に保護していないと批判した。

## 犠牲者数
北朝鮮の国勢調査に基づく推計によると、「苦難の行軍」と呼ばれた1990年代の北朝鮮大飢饉の結果、24万人から42万人が死亡し、1993年から2008年の全期間における過剰死亡者は60万人から85万人にのぼった。飢饉は、北朝鮮政府の経済政策の結果として、または意図的な「テロ飢餓」としても表現されている。『共産主義黒書』の共著者であるピエール・リグロは、10万人の死刑執行、強制収容所での150万人の死者、飢饉による50万人の死者を推定し、合計210万人の犠牲者に達するものと推定している（この数字には、朝鮮戦争中に両側で殺された130万人の軍民は入っていない）。北朝鮮では1994年に飢餓が発生し、1996年、1997年、1998年の3年間で大量の餓死が発生し、それは1999年まで続いて総計300万人にのぼるという推計もある。朝鮮戦争中、北朝鮮軍は南部（韓国）占領の最初の3ヶ月間に29,000人の民間人を「粛清」したとされる。

## 人権侵害事件一覧

### 1970年代 - 1980年代
- 北朝鮮による日本人拉致問題、北朝鮮による日本人拉致事件が発生。

### 1993年
- 价川飛行場にて兵士27名（女・通信部隊）が焼死[38]。

### 2010年
- 6月に金東哲は平安南道にて痩せて黒く煤けた姿で郊外を放浪するA（女・23歳・ホームレス）に遭遇し、映像を記録した[39][40]。その後、10月にAの死亡が発見された。Aの両親は同年に死亡し、家を失い、市場や路上で物乞いし、放浪生活をしていたが、トウモロコシ畑で死亡している姿が発見された[39][40]。当時はトウモロコシ収穫時期で、畑に入ってトウモロコシを食べようとしたとみられる[39][40]。「若い女性の浮浪者が畑で死んでいる」と噂になり、死亡後日数が経っていたようで、遺体は傷み始め、保安所も放置したまま長期間処理しなかった[39][40]。
- 中国吉林省長春市に潜伏していた女性が10月に中国当局に逮捕され、約3ヶ月後に北朝鮮の両江道収容所に強制送還された[41]。収容所の看守は韓国との繋がりを自白させるため、毎日女性の顔が腫れるまで殴り、陥没した側頭部は現在も治らないという[41]。独房では自由にトイレに行く事も許されず、ズボンの中で排泄させられた事もあった[41]。女性は「看守は訓練を受けた拷問のプロだ。目も顔も真っ赤で、あえぎながらこん棒を振り上げて殴る。今も恐ろしい顔を忘れられない」と話した[41]。

### 2013年
- 10月にA（韓国人・中国丹東のレストラン経営者）は北朝鮮への密入国容疑により逮捕され、2014年5月に裁判にて無期労働教化刑となった[42]。Aはバプテスト教会の牧師で、教会から派遣されて丹東にて製麺工場を営む傍ら、脱北者のシェルターを数カ所運営していた[42]。地下教会の信者に会うために北朝鮮に入る計画を打ち明け、全員から引き止められたが、中国で出会った平壌の高官の保護を受けられるとして聞く耳を持たなかったという[42]。

### 2014年
- 韓国情報機関のスパイであるA・B（男・韓国人）が拘束された後、2015年3月に平壌にて記者会見し、韓国情報機関の国家情報院と連携し、北朝鮮を転覆する目的で宣伝物を流布したと説明した[43][44]。AとBは2015年6月23日に国家転覆陰謀罪により無期労働教化刑となった[43][44]。

- 1月にA（60歳・韓国生まれのカナダ人牧師）は中国から北朝鮮入りした後に北朝鮮当局に拘束された[45]。北朝鮮最高裁は12月に同国の政治体制や金正恩を「悪意をもって中傷」した罪や、国家転覆を企てた罪などにより牧師に無期労働教化刑を言い渡した[45]。Aのインタビューが平壌にあるホテルの一室にて行われ、受刑服姿のAは警護兵2人に両腕を抱えられて現れた[45]。警護兵2人は退室したが、北朝鮮当局の指示によりインタビューは英語ではなく全て朝鮮語で行われ、当局が会話の内容を入念に監視していたとみられる[45]。Aは「元々肉体労働者ではなく、当初は刑で科せられる労働が辛かった」と語った。労働時間は1日8時間で、週6日1人で収容所の果樹園に穴を掘らされているといい、この施設内にはA以外に受刑者はいないという[45]。定期的に健康診断があり、食事も1日3度支給されるが、希望した聖書の差し入れは認められないという[45]。

### 2015年
- 3月に清津市にて取り調べを受けていたA（女・40代）が取調室のある5階から投身自殺した[46]。

### 2016年
- 1月2日にオットー・ワームビア拘束事件が発生。
- 5月に北朝鮮機関は清津市浦港区域南江洞にて一人暮らしをしていたA（女・23歳・大学生）の家を急襲し、家宅捜索を行った[46]。Aの家から韓国映画が保存されたメモリーカードが発見されたことにより、Aは保衛部に連行されて激しい拷問を加えられた[46]。取り調べでは木の棒で殴打され、鉄線や革のベルトで締め上げるなどの拷問に耐えかね、自身にメモリーカードを渡した友人の名前を白状した[46]。10年の懲役刑が避けられないことを悟ったAは、従兄弟の美容室から持ち出したパーマ液を飲んで服毒自殺を図り、死亡したと思われる[46]。

- 5月に水口島にて子供を誘拐しようとして拘束された脱北者であるA（53）が15日に平壌にて記者会見し、韓国の情報機関や脱北者団体の関係者から指示を受けたとしている[47]。Aは2013年に中国へ脱北し、2014年に韓国へ入国し、国家情報院の関係者から子供を誘拐して韓国へ連れてくるよう指示を受けた[47]。

### 2019年
- A（女・咸鏡北道清津市富寧区出身）は2013年に人身売買の被害に遭い、中国山東省に売り飛ばされ、中国人男性との結婚を強いられた[48]。Aは夫のDVに苦しめられて2019年に家出したが、逆上した夫が公安に通報し、Aは逮捕されて新義州に強制送還された[48]。護送費は被強制送還者家族の負担となるが、Aには家族がいなかった[48]。Aは数ヶ月間集結所で待たされてソビ車で移動したが、極寒季のトラック荷台による1000km移動で背中と足が凍傷になった[48]。清津市に送られた後、裁判にて5年の教化刑となり、咸興9号教化所に収監されたが、凍傷の足指10本が腐り落ち、まともに歩けなくなった[48]。対処に困った教化所は治療方法がないとの理由で釈放したが、Aには帰る家・治療費・食物がなく、洞事務所が準備した部屋で寝泊まりし、住民が集めたトウモロコシを食べて糊口をしのいだが、まともに歩けない状態で仕事ができなく、餓死の危機に貧したAは保釈後1ヶ月で安全部に駆け込み、教化所に戻してくれと頼み込んだ[48]。

- 1月2日に全巨里教化所にて受刑者による看守保安員殺害事件が発生[49]。正月に贈り物として配られた酒を飲んで酔っ払った受刑者が、普段から自分を攻撃していた保安員の頭を石で殴って殺害し、保安員の制服に着替えて教化所の正門から堂々と出て脱走[49]。当局は即刻逮捕命令を下し、受刑者は脱走から5日目の6日に逮捕され、10日に他の受刑者が見守る中で銃殺刑に処せられた[49]。
- 11月に咸鏡南道から木造船に乗って脱北しようとした一家4名が軍の沿岸警備隊に逮捕された[50]。一家の父親は取り調べで容疑を否定し続けたが、拷問に耐えかね、家族と脱北するつもりだったと自白[50]。水産事業所に賄賂を渡し、操業許可を得て船を借り、漁に出たが生活が苦しく、脱北を選択せざるを得なかったと主張[50]。一家が海岸で拾った魚介類を売ってその日暮らしをするなど、一家が極貧であることは保衛部も調べ上げていたが、東海岸から船に乗って海に出たことは行き先は韓国であり、いくら貧しい生活をしていたとしても情状酌量が認められず、保衛部は「祖国を裏切り南朝鮮に逃げようとした者は3代を滅ぼし、根絶やしにしなければならない。生かせてもらえているだけでも感謝し、革命が勝利するまで目を見張って変質者どもの末路がいかなるものかをしかと見よ」と強調し、2020年2月9日に一家は25号管理所（最劣悪の政治犯強制収容所）に収監された[50]。

- 11月7日に韓国文在寅政権による脱北者強制送還事件が発生。

- 12月に新義州にてA（男・50代）は突如として借金をし、材料を買い集めて自分で木造船を作った[51]。別の船を所有していなく、船に乗務した経験も水産業に従事した経験もなく、海や船に関する知識は全く持ち合わせていなかった[51]。海に漕ぎ出した後、すぐに警備艇に発見された[51]。北朝鮮で船を所有するには登録番号の発行が必要であり、出港許可も必要であり、登録番号も出港許可証も持っていないことからAは逮捕された[51]。保衛部はAが脱北しようとしたと断定し、2ヶ月間壮絶な拷問と取り調べを行った[51]。2020年3月に裁判にて無期懲役刑となり、1号教化所に収監された[51]。

### 2020年
- 10月に咸鏡北道鐘城にて国境警備中の特殊部隊である暴風軍団の兵士が、いじめの常習犯だった副分隊長を自動小銃で射殺し、逃走した[52]。

- 12月に両江道金正淑郡にて第7軍団分隊長が夜間勤務中に武装し、中国へ脱北した[52]。上台里では別の兵士が武装したまま国境の川を越えて脱北した[52]。いずれも上官からの度重なる賄賂要求が原因であった[52]。

### 2021年
- 2月に平安北道新義州市にて一家が違法動画視聴により奥地追放となった[53][54]。

- 3月1日にA（兵士）はB（小隊長）によるパワーハラスメントの報復のため、Bの留守中に恵山市雲寵里のBの住宅に押し入り、Bの両親と妻に銃撃を加え、両親は死亡、妻は負傷した[52]。銃声に驚いて集まった住民にAは「道を塞げば引き金を引く」と言って逃走したが、翌朝8時頃に逮捕された[52]。小隊長 BはAに頻繁に現金・酒・タバコの賄賂を要求し、賄賂額が少ないと肉体・精神的に暴力を振るっていた[52]。

- 10月に両江道金亨稷郡にて一家4人が脱北し、拘束されて強制送還となった[55]。

- 11月に咸鏡北道清津市にて高級中学校学生7名が韓国ドラマ視聴により無期労働教化刑・労働教化刑5年[56][57]、両江道恵山市にて初級中学校学生1名が韓国ドラマ視聴により労働教化刑14年となった[56][57]。

- 朱賢健（男・内陸地方炭鉱村出身）は2013年7月に国境川を渡って中国へ脱北し、民家に押し入って住民を刺し、重傷を負わせたことにより逮捕され、強盗・殺人未遂容疑により11年3ヶ月の実刑判決となって吉林監獄にて服役していた[58]。2023年8月に出所予定だったが、出所後の北朝鮮への強制送還への不安により、2021年10月18日に脱獄し、同年11月28日に吉林市松花湖の倉庫にて逮捕された[58]。

### 2022年
- 8月に咸鏡北道にてA（女）が安倍晋三銃撃事件について会話したとして、夫と共に逮捕された[59]。

### 2023年
- 9月に両江道金亨稷郡に住んでいた2家族が韓国在住の家族から仕送りを受け取っていた事が発覚し、それぞれ1人ずつが6ヶ月間の労働鍛錬刑（懲役刑）を受け、家族全員が道内の豊西郡の奥地の村への追放処分となった[60]。豊西郡は朝鮮半島で3番目に高い北水白山を含む山脈に囲まれ、非常に寒く降水量が少なく、屋根が抜けた牛小屋より粗末な家に住まわされて悲惨な日々を送っているという[60]。

### 2025年
- 韓国への脱北に失敗した3名が2月20日に黄海南道にて処刑された[61][62][63]。兄弟2名と兄の友人1名の3名（全員30代）は、船購入後に数ヶ月間準備した上で1月6日に韓国に向けて西海岸の康翎湾の奥から出航した[61][62][63]。海上で霧に包まれ、羅針盤だけを頼りに南へと進路を取った[61][62][63]。霧の向こうから1隻の漁船らしき船が見え、3名は「われわれは韓国に行くために脱北した。助けてくれ」と叫んだが、その船は北朝鮮の警備艇であり、3名は捕えられた[61][62][63]。3名は死刑判決となり、2月20日に黄海南道甕津郡冷井里にて、布で目隠しをされ、猿轡を噛まされ、手錠を掛けられて刑場に引き立てられた[61][62][63]。3名は逮捕後に壮絶な拷問を受け、両足で立てない状態だった[61][62][63]。そして3名にそれぞれ90発の銃弾が撃ち込まれ、処刑された[61][62][63]。人体は原型を留めず、飛び散った全肉片は燃やされた[61][62][63]。一部始終を見せられた小学生は悲鳴を上げ、あまりの残酷さに数十人が意識を失った[61][62][63]。

## メディアと組織

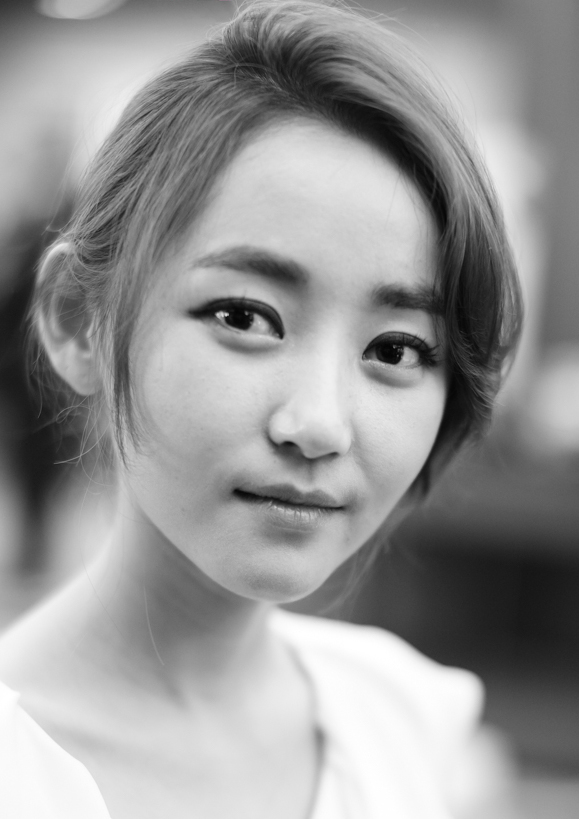
パク・ヨンミ（2014年）

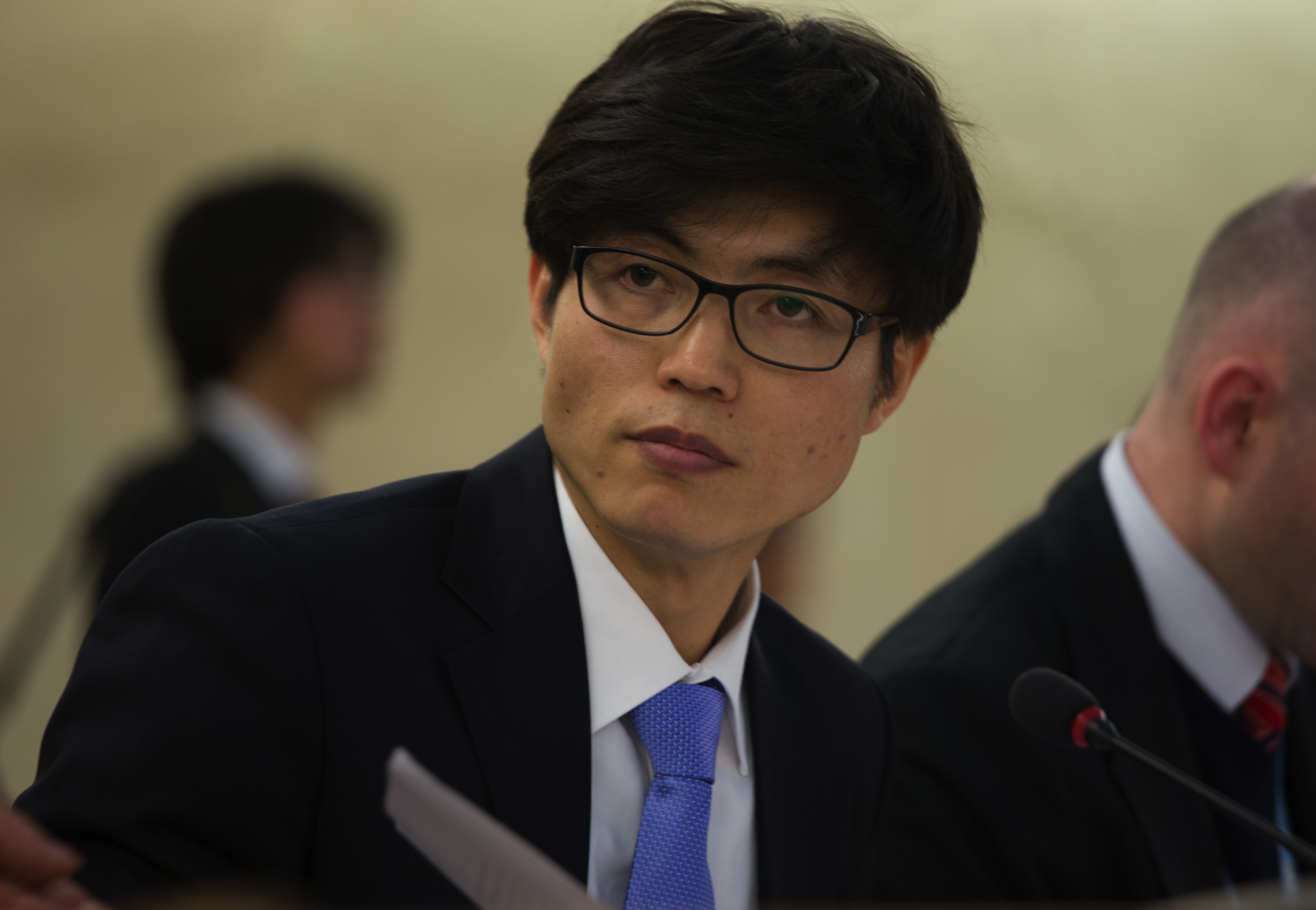
申東赫（シン・ドンヒョク）
（2014年）

- 朝鮮ジャーナル（英語版）は、北朝鮮の人権状況改善のためのコミュニティを結びつける独立した非営利のウェブサイトである。
- Han Voiceは、北朝鮮難民を支援するカナダに拠点を置く人権団体。
- North Korea Uncovered（英語版）は、北朝鮮における何千もの建造物、記念碑、ミサイル貯蔵施設、集団墓地、秘密の労働収容所、「共和国官邸」（金氏一族の宮殿）、レストラン、観光地、主要道路を示す包括的な地図セットを提供するプロジェクト。
- 2000年のイギリス映画『秘密の国の子どもたち』は、北朝鮮の孤児たちの悲惨な生活に焦点をあてたドキュメンタリー映画。この映画は、強制収容所、飢饉、栄養失調など、北朝鮮の人道上の危機が多くの視覚的証拠で構成されている[64]。2001年に封切られたこの映画について、映画評論家のアリソン・ゴーマンは「ごくわずかな人びとを支えるための公権力と公金のおそるべき濫用...を示している」と述べた。
- 『ソウル・トレイン（英語版）』は、中国領内を通って逃げる北朝鮮の脱北者を扱う2004年のドキュメンタリー映画である。
- 2008年公開の韓国映画『クロッシング』は、2002年に脱北者25人が中国当局の警備をかいくぐり、北京のスペイン大使館に駆け込んだ事件をモチーフにしており、4年間の企画・製作期間を経て公開された。家族のために薬と食糧を求め北朝鮮を去った父と、父を探しに出た11歳の息子の切ない擦れ違いを描く。脱北者問題を取り扱った映画であるため、ロケは中国、モンゴル、韓国にて秘密裏に行われた。公開後、韓国の国会でも試写が行われた。
- 2009年公開のドキュメンタリー映画『金正日花／キムジョンギリア』(原題：Kimjongilia)は、脱北者たちへのインタビューをもとにアメリカ合衆国のN・C・ヘイキン監督が製作した。
- 『キャンプ14からの脱出（英語版）』(2012年3月29日初版発行、ブレイン・ハーデン（英語版）著)は、北朝鮮の強制収容所下で生まれた子どもであった脱北者の申東赫（シン・ドンヒョク）の人生について書かれた書籍。
- ドイツ・大韓民国合作の『北朝鮮強制収容所に生まれて』(原題：Camp 14: Total Control Zone)は、2012年制作のドキュメンタリー映画。強制収容所に生まれ育った脱北者で人権活動家の申東赫（シン・ドンヒョク）を描いた。
- パク・ヨンミ著『生きるための選択』は、北朝鮮生まれの少女が「自由を求めての旅」について語った2015年出版の回顧録。アイルランドのダブリンで開催された「ワンヤングワールド2014サミット」での演説[65]で知られる脱北者パク・ヨンミの回顧録には、北朝鮮での生活と脱北の経緯の詳細な説明が記されている。
- 日本・インドネシア合作の『トゥルーノース』は、2020年制作の3Dアニメーション映画。清水ハン栄治監督が強制収容所の実態を3Dアニメで描いた。
- 2021年公開の日本映画『めぐみへの誓い』は、13歳の時に北朝鮮に拉致された日本人女性横田めぐみを中心に、拉致被害者とその家族の苦悩と闘いを描いた。劇団夜想会主宰の野伏翔が演出・脚本を手がけた舞台劇「めぐみへの誓い 奪還」を、野伏自身がメガホンをとり映画化した。